# Amt Aarburg

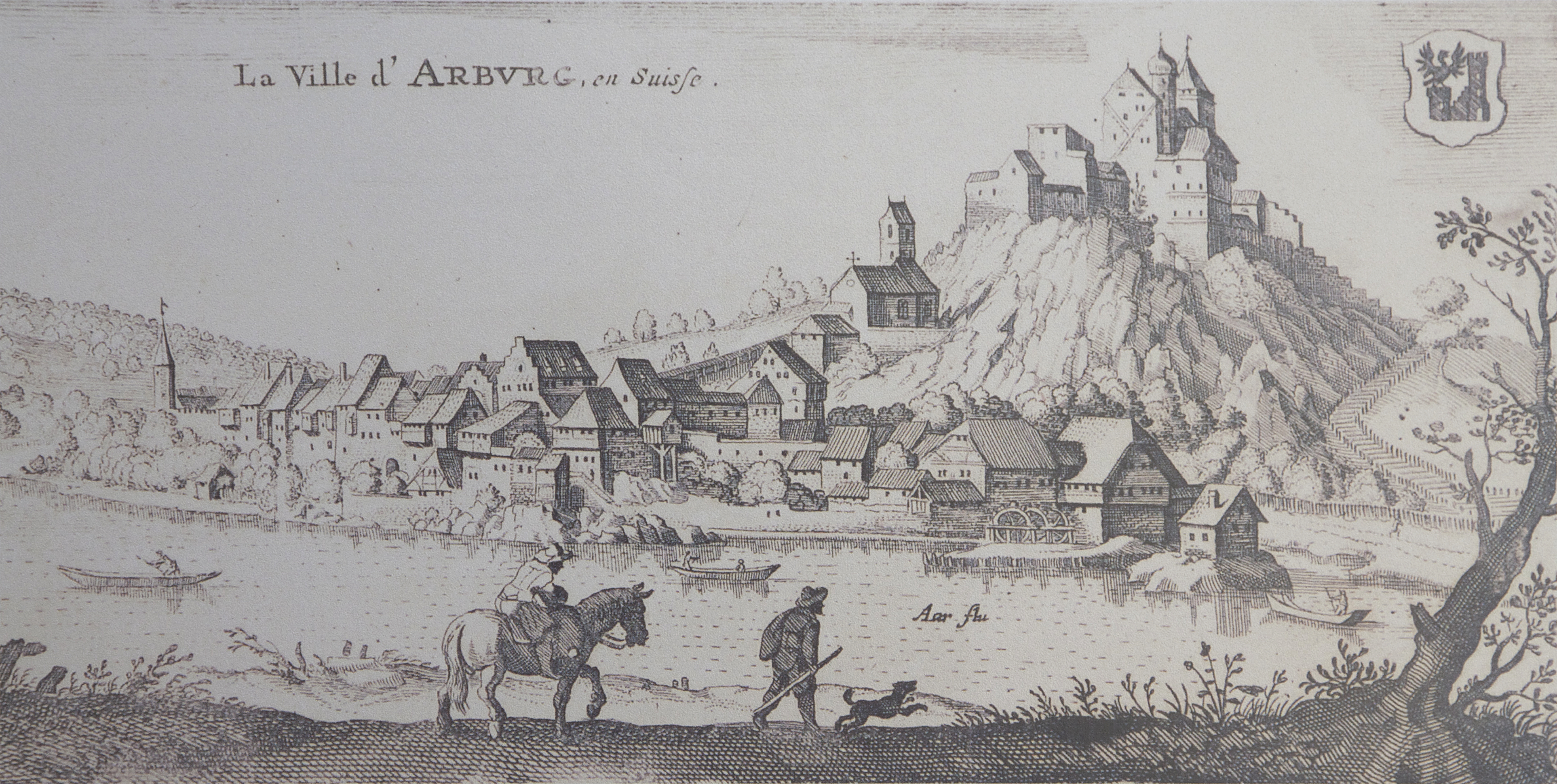
Festung Aarburg, Sitz der Vögte von Aarburg (1642)

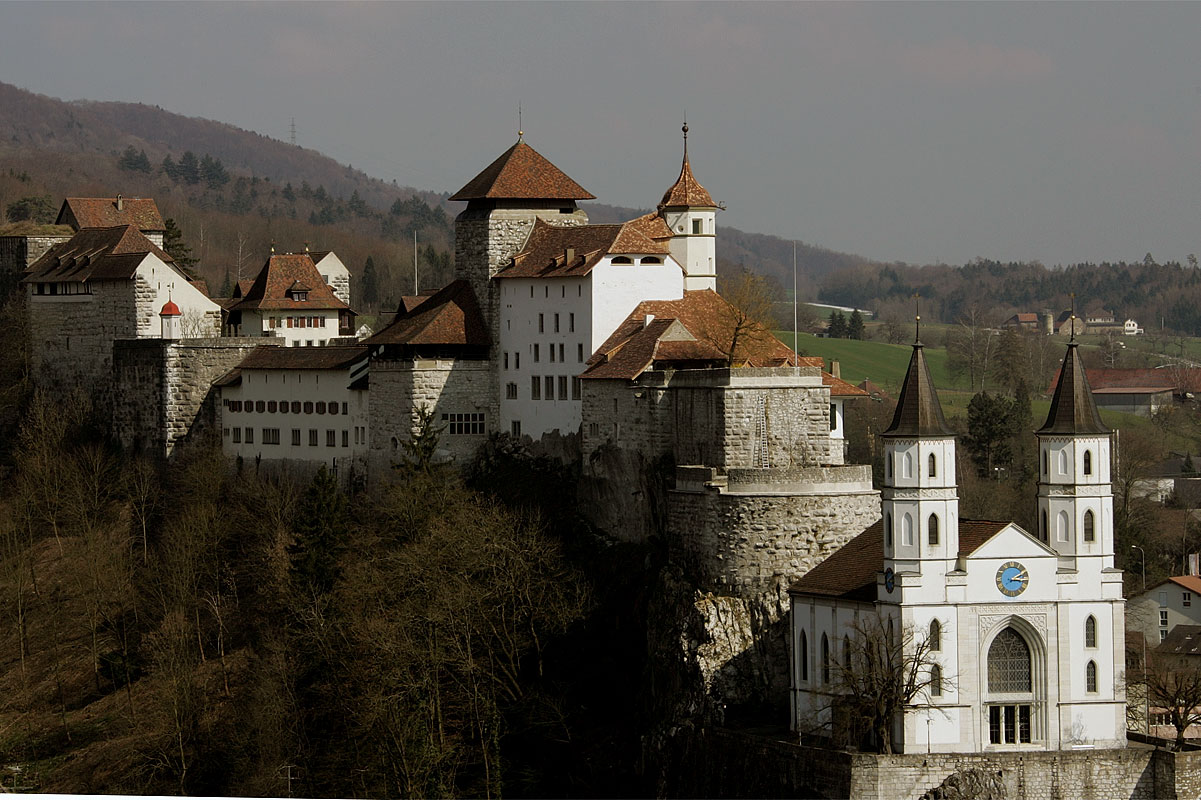
Festung und Kirche Aarburg

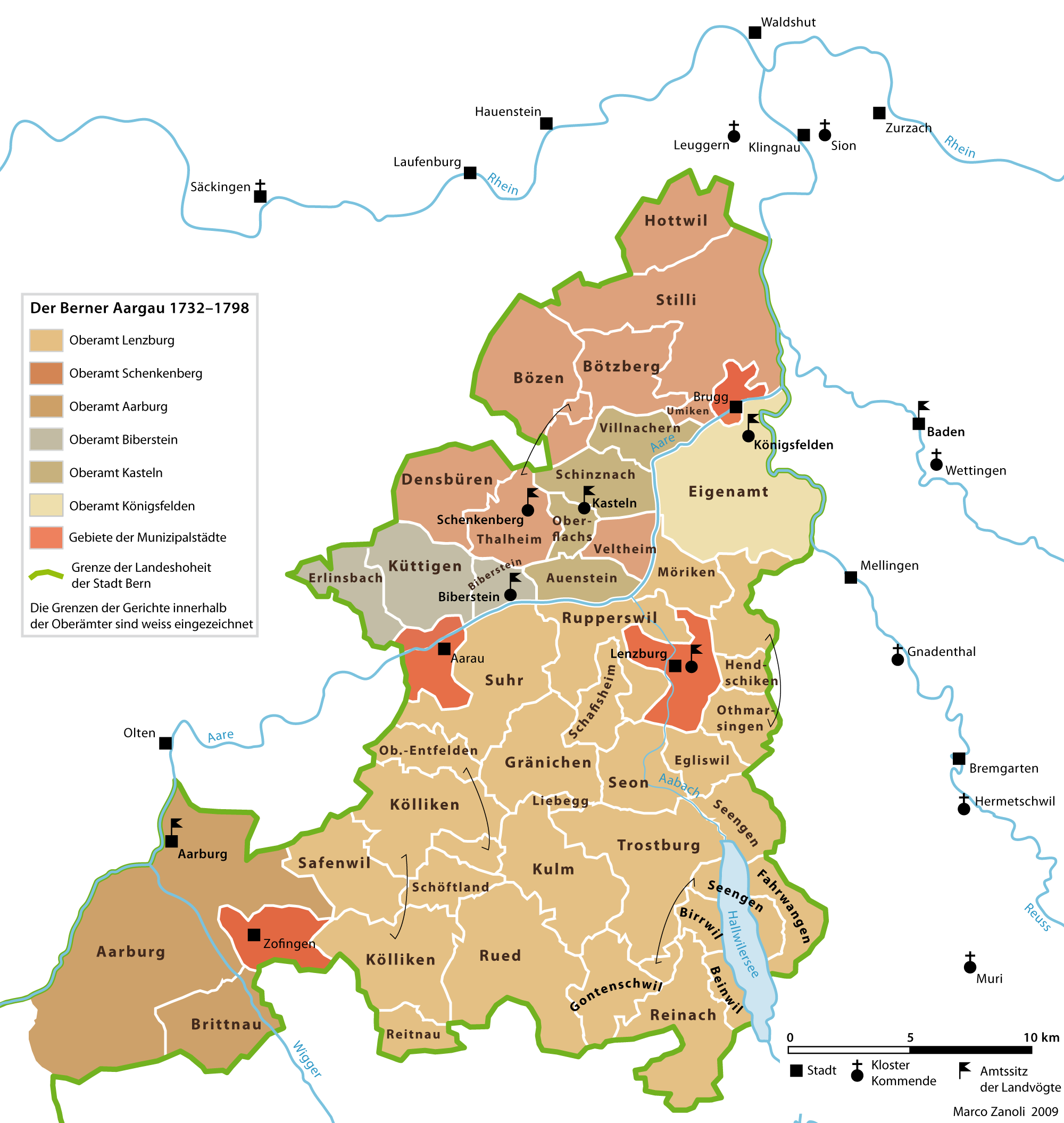
Die bernischen Ämter im Aargau

Das Amt Aarburg war ab 1416 eine Landvogtei in der Stadt und Republik Bern in der Schweiz. Die Stadt Bern eroberte den Aargau ab 1415, und um 1416 setzten die Berner sogleich eigene Landvögte ein. Diesen wurde 1667 wegen der dort angelegten Festung der Name eines Commandanten beigelegt, welcher der damalige Vogt, Franz Wyss, als erster auch trug.
Zu Beginn verwalteten diese Landvögte den gesamten Berner Aargau. Erst später, als Bern die Rechte von Adel und Klerus immer mehr zurückdrängte, kamen weitere Vogteien hinzu: Lenzburg (1442), Schenkenberg (1460), Biberstein (1499), Zofingen (1528), Königsfelden (1528) und Kasteln (1732). Die Amtszeit des aus dem Berner Patriziat stammenden Landvogts betrug jeweils sechs Jahre.

## Liste der Landvögte
Die Landvögte sind hier gelistet.
| - 1416 Rudolf Rieder - 1419 Enz, oder Vincenz Lägeli - 1424 Ludwig Brüggler - 1425 Heinrich I. von Bubenberg - 1427 Peter von Hürnenberg - 1435 Heinrich II. von Bubenberg - 1438 Rielaus von Wattenweil - 1447 Hans Fränckli - 1449 Heinrich von Bubenberg - 1453 Peter von Hürnenberg - 1456 Heinrich Otthi - 1460 Peter Giesser - 1462 Hans Wilhelm von Schnarnachtal - 1464 Niklaus zur Kinden - 1465 Niklaus Thormann - 1470 Rudolf von Weingarten - 1472 Hans Dürring - 1475 Hans von Banmoos - 1476 Jooss Steiger - 1478 Rudolf Hächler - 1483 Hans Schöni - 1488 Niklaus Lombach - 1490 Ludwig Brüggler - 1494 Peter Sonnenfroh - 1496 Bartholome Steiger - 1500 Hans Frisching - 1502 Leonhard Gaser - 1504 Sebastian von Stein - 1506 Albrecht von Stein - 1507 Chilian I. von Rümlingen | - 1508 Rudolf Nötinger - 1508 Benedikt von Schwanden - 1514 Bartholome Steiger - 1516 Heinrich Räber - 1518 Ludwig Brüggler - 1521 Chilian II. von Rümlingen - 1524 Wolfgang von Weingarten - 1530 Vincenz Gatti - 1531 Herr Hammerer - 1536 Jacob Koch - 1542 Vincenz Pfister - 1550 Antoni Spillmann - 1553 Caspar Willading - 1557 Ulrich Koch - 1564 Peter von Werdt - 1564 Benedikt Nägeli - 1567 Felix Schön - 1574 Daniel Bickhart - 1581 David Michel - 1584 Josua Weyermann - 1593 Jakob Tillier - 1597 Hans Jacob von Erlach - 1603 Simon Archer - 1609 Hans Rudolf Herport - 1614 Peter Fruting - 1620 Samuel Schmalz - 1627 Samuel Wytenbach - 1633 Adrian Knecht - 1639 Jacob Wyss - 1645 Franz Ludwig Wagner | - 1650 David Sinner - 1656 Beat Herport - 1659 Michael Stettler - 1665 Franz Wyss - 1671 Johann Anton Steiger - 1677 Marquard Zehender - 1678 Imbert von Diessbach - 1683 Franz Ludwig Graviset - 1690 Emanuel von Bonstetten - 1696 Hans Rudolf Matthey - 1702 Anton Thormann - 1707 Emanuel Kilchberger - 1713 Philipp Stürler - 1719 Vincenz Tscharner - 1725 Franz Friedrich Effinger - 1731 Jonas Emanuel Bondeli - 1737 Carl May - 1743 Johann Anton Koch |